# Listeriaceae
Listeriaceae là một họ vi khuẩn Gram dương. Tế bào có dạng hình que ngắn và có thể tạo thành sợi. Chúng là loại Hô hấp hiếu khí hoặc Hô hấp yếm khí. Bào tử không được hình thành. Một số loài có thể gây ra bệnh listeriosis cho người và động vật.